# Julius Boros
Julius Nicolas Boros (Fairfield, Connecticut, Estados Unidos, 3 de marzo de 1920 - 28 de mayo de 1994) fue un golfista estadounidense que se destacó profesionalmente en el PGA Tour en las décadas de 1950 y 1960.
Logró 18 victorias en el circuito estadounidense, destacándose en tres torneos mayores: el Abierto de los Estados Unidos de 1952 y 1963 y el Campeonato de la PGA de 1968. También resultó segundo en el Abierto de los Estados Unidos de 1956, tercero en el Abierto de los Estados Unidos de 1958 y 1960 y el Masters de Augusta de 1963, y acumuló 16 top 5 y 22 top 10 en torneos mayores. En su única aparición en el Abierto Británico de 1966, obtuvo el 15º puesto.

## Biografía
Boros se convirtió en golfista profesional recién a los 29 años de edad. Lideró la lista de ganancias del PGA Tour en 1952, luego de ganar el Abierto de los Estados Unidos y el World Championship of Golf, y en 1955, al triunfar nuevamente en el World Championship of Golf. En 1963 logró tres victorias en Colonial, Warwick Hills y el Abierto de los Estados Unidos, por lo que fue nombrado Jugador del Año de la PGA, y de nuevo en 1967 en Phoenix y Rio Pinar.
En paralelo, Boros compitió con la selección estadounidense en la Copa Ryder de 1959, 1963, 1965 y 1967, consiguiendo 11 puntos en 16 partidos, y en la Copa Mundial de Golf de 1968, donde resultó segundo junto con Lee Trevino.
Al ganar el Campeonato de la PGA de 1968, batió el récord de jugador más veterano en triunfar en un torneo mayor con 48 años. Luego de cumplidos los 50 años, ganó el Campeonato de la PGA de Veteranos de 1971 y 1977, y el Leyendas del Golf de 1979 junto a Roberto de Vicenzo. En 1975 perdió en muerte súbita en el Westchester del PGA Tour.
Boros realizaba rápidamente sus tiros, confiando en su intuición y sin detenerse a estudiar el entorno. Su lema era "swing suave, golpe fuerte".
En 1982 ingresó en el Salón de la Fama del Golf Mundial. Su hijo Guy Boros ganó el Abierto de Vancouver de 1996, por lo que fue una de las tres parejas padre-hijo en lograr victorias en el PGA Tour.